# Машадо Маркес, Рожер
Рожер Машадо Маркес (порт.-браз. Roger Machado Marques; род. 25 апреля 1975, Порту-Алегри) — бразильский футболист, левый и центральный защитник. После завершения карьеры игрока работает главным тренером.

## Карьера
Рожер начал играть в футбол в школе Висенте де Пелотас, которая находилась недалеко около его дома в Аушилиадоре в Порту-Алегри. В возрасте 15-ти лет он начал играть в футзальной команде колледжа Пиратини. Одновременно он выступал в команде «Аушилиадор». 30 июня 1992 года Рожер приехал на просмотр в клуб «Гремио», понравился тренерскому штабу и начал выступать за молодёжный состав команды. В 1993 году Луис Фелипе Сколари, главный тренер «Гремио», пригласил Рожера в основу команды. А в 1994 году он дебютировал в основном составе. Там футболист выступал 9 лет, выиграв три кубка и чемпионат страны, пять чемпионатов штата, Кубок Либертадорес и Рекопу Южной Америки. Затем он на год уехал в японский «Виссел Кобе». Позже вернулся в Бразилию, в клуб «Флуминенсе». Там он выиграл ещё один Кубок Бразилии, где в финале с «Фигейренсе» он забил решающий гол, принёсший победу своей команде. Всего за клуб футболист провёл 123 матча и забил 10 голов. Затем футболист заключил договор с «Ди Си Юнайтед», но будучи в клубе лишь 10 дней, он был вынужден завершить карьеру из-за обнаруженной грыжи в нижней части спины.
Завершив игровую карьеру, Рожер начал работать тренером в «Гремио». Также он был исполняющим обязанности главного тренера клуба. Затем он начал самостоятельную работу, 20 февраля 2014 года возглавив «Жувентуде». 19 декабря 2014 года Рожер возглавил клуб «Нову-Амбургу». 26 мая 2015 года назначен главным тренером «Гремио». Контракт подписан до конца 2015 года. 19 ноября 2015 года продлил контракт с «Гремио» до конца 2017 года. 15 сентября 2016 года руководство «Гремио» объявило об увольнении Машадо.
30 ноября 2016 года назначен главным тренером «Атлетико Минейро». Контракт подписан на два года и вступил в силу с января 2017 года. 20 июля 2017 года отправлен в отставку.
22 ноября 2017 года назначен главным тренером «Палмейраса». Контракт подписан до конца сезона 2018. 25 июля 2018 года покинул «Палмейрас» после окончания гостевого матча 15-го тура чемпионата Бразилии 2018, проигранного «Флуминенсе» 0:1.
27 февраля 2021 года назначен главным тренером «Флуминенсе». Контракт подписан на 2 сезона. 20 августа 2021 года, через день после ответного матча четвертьфинала Кубка Либертадорес 2021 «Барселона» (Гуаякиль) — «Флуминенсе» (1:1), отправлен в отставку.
14 февраля 2022 года назначен главным тренером «Гремио». Контракт подписан до конца сезона 2022. 1 сентября 2022 года уволен через 2 дня после матча 27-го тура Серии B 2022 «Крисиума» — «Гремио» (2:0).

## Личная жизнь
Рожер женат. Супруга — Камиле Паскулотто, с которой они поженились в 1995 году. У них две дочери.

## Статистика
| Матчи за сборную Бразилии | Матчи за сборную Бразилии | Матчи за сборную Бразилии | Матчи за сборную Бразилии | Матчи за сборную Бразилии | Матчи за сборную Бразилии | Матчи за сборную Бразилии |
| №                         | Дата                      | Место проведения          | Оппонент                  | Счёт                      | Голы                      | Турнир                    |
| ------------------------- | ------------------------- | ------------------------- | ------------------------- | ------------------------- | ------------------------- | ------------------------- |
| 1                         | 12 июня 2001              | Кали                      | Мексика                   | 0:1                       | —                         | Кубок Америки             |

## Достижения
В качестве игрока
- Обладатель Кубка Бразилии: 1994, 1997, 2001, 2007
- Чемпион штата Риу-Гранди-ду-Сул: 1993, 1995, 1996, 1999, 2001
- Обладатель Кубка Либертадорес: 1995
- Чемпион Бразилии: 1996
- Обладатель Рекопа Южной Америки: 1996

В качестве тренера
- Чемпион штата Минас-Жерайс: 2017
- Чемпион штата Баия: 2019, 2020
- Чемпион штата Риу-Гранди-ду-Сул: 2022